# Dichelomorpha alsiosia
Dichelomorpha alsiosia är en skalbaggsart som beskrevs av Blanchard 1850. Dichelomorpha alsiosia ingår i släktet Dichelomorpha och familjen Melolonthidae. Inga underarter finns listade i Catalogue of Life.